# Eigental
Das Eigental ist ein Hochtal der Emmentaler Alpen auf ca. 1000 m ü. M. am Nordfuss des Pilatus in der Schweiz. Es liegt überwiegend im Gebiet der Gemeinde Schwarzenberg im Kanton Luzern, ein kleiner Teil gehört zur Gemeinde Hergiswil im Kanton Nidwalden.

## Geographie

Luftbild (1954)

Das Eigental ist ein Trogtal und erstreckt sich in einem etwa 7,5 km langen Halbkreisbogen um den Studberg (1603 m) und das Rägeflüeli (1582,1 m). Es beginnt nördlich des Mittaggüpfi im Quellgebiet des Rümlig ausgehend vom Trochemattsattel (1461 m) und zieht in östlicher Richtung parallel zum Verlauf der Alpenrandkette schnell abfallend über die Trochematt (1376 m) und den Stafel (1288 m) ins Blatteloch (1147 m). Im Schwändeliwald stösst auf einer Höhe von 1095 m der ehemalige Ausfluss des Pilatussees von der Oberalp her über die Bründle zum Rümlig, der das Eigental eingetieft in den subalpinen Flysch entwässert. Nach der Einmündung des Bründlenbachs durchbricht der Rümlig in einer grossen Schleife gegen Norden die subalpine Molasse, die im Gelände durch schiefgestellte Nagelfluhbänder sichtbar ist. Ab dem Zufluss des (bereits 1380 erwähnten) Spirbachs führt der Rümlig als natürliche Kantonsgrenze an Unterlauelen (Kanton Nidwalden, 1063 m) vorbei bis zum Hundschüpfen, wo die Grenze nun hoch zur Lauelenegg steigt. Unterhalb vom Buechstäg (1006 m) dreht das Tal nach Nordwesten ab und verläuft ab dem Linde (973 m) schliesslich in westliche Richtung wieder annähernd alpenparallel durch eine in Mergel und Sandstein unterlagerte, vom Rümliggletscher glazial geprägte Landschaft der gefalteten Molasse. Der Rümlig fliesst weiter vorbei am Foremoos und dem Dorf Eigenthal (970 m) auf der Seitenmoräne rechterhand sowie am Meiestoosmoos und dem Meiestoos (961 m) linkerhand, wo er schliesslich die Endmoräne (987 m) als Talabschluss durchfliesst.

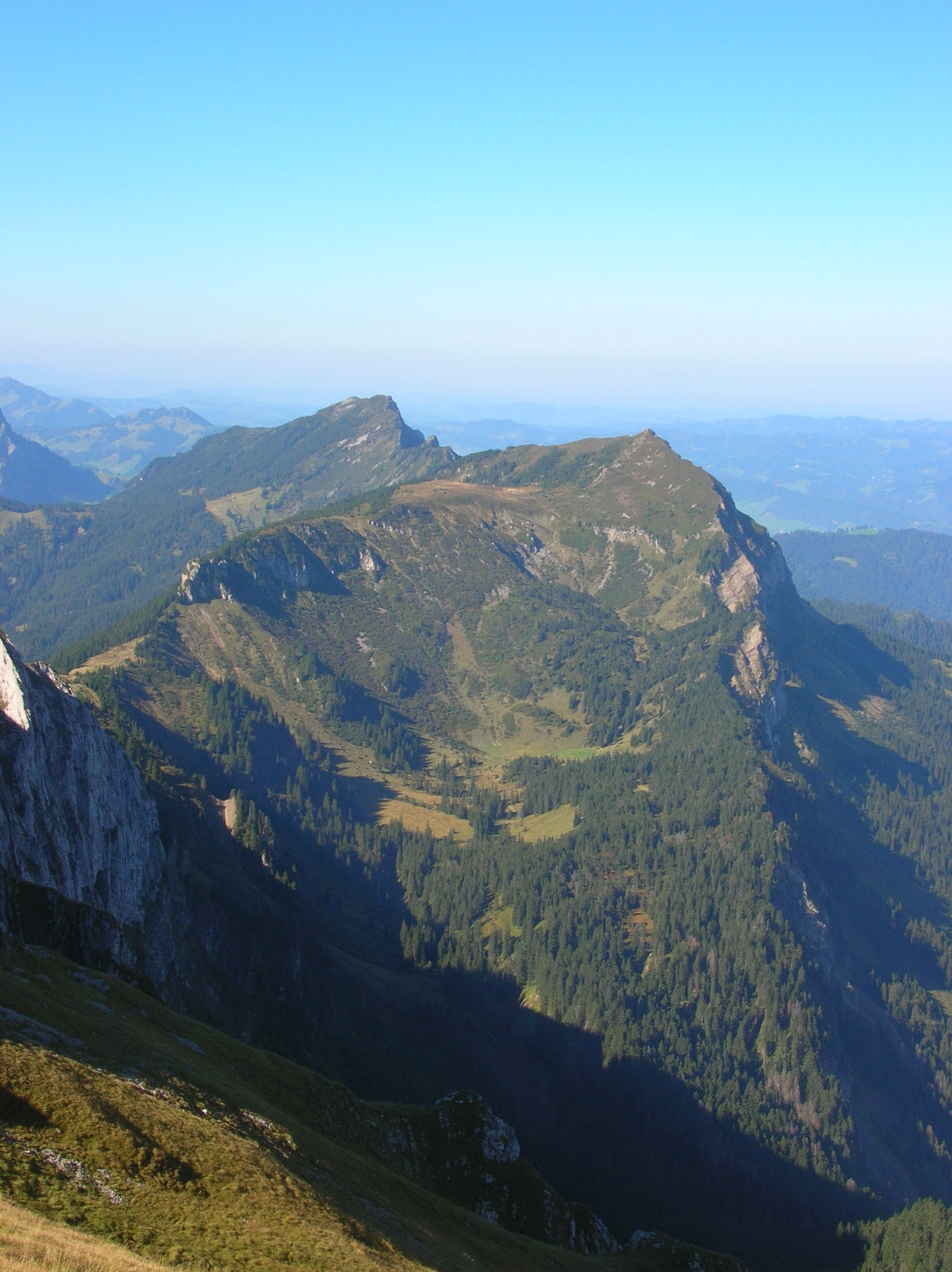
Blick vom Pilatus Richtung Westen auf das Täli des Bründlenbachs: Das Mittaggüpfi (1917 m) mit der Oberalp (1548 m) sowie dem ehemaligen Pilatussee im Wald der Goldwang. Im schattigen Vordergrund liegt die Bründle (1434 m).
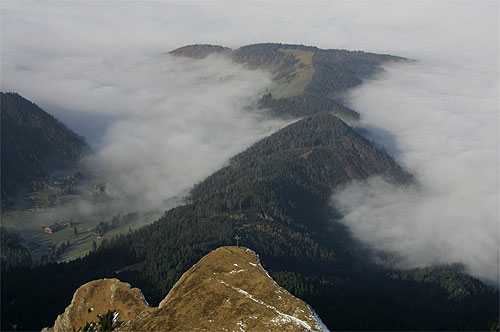
Blick vom Pilatus Richtung Nordwesten über das Klimsenhorn (mit Gipfelkreuz) ins vorwinterliche Eigental bei Hochnebel mit einer Obergrenze um 1000 m. Der nordöstliche Ausläufer des Klimsenhorns, die Lauelenegg, setzt sich im bewaldeten Rücken des Höchberg (1198 m) fort, danach der Einschnitt Chräigütsch (1081 m) und dahinter die umwaldete Matte der Würzenegg (1173 m). Am linken Bildrand ist unter dem Ganterseiwald das Gehöft beim Buechstäg (1006 m) zu erkennen.

## Fauna und Flora
Das niederschlagsreiche Klima des Eigentals mit Staulagen begünstigt die Bildung von Feuchtgebieten. So befindet sich über dem Hirzbode (1401 m) hin zum Studberg ein Amphibienlaichgebiet von nationaler Bedeutung. Auch das Foremoos ist mit Moosjungfer, Grasfrosch, Erdkröte, Glögglifrosch, Bergmolch, Fadenmolch, Feuersalamander und Alpensalamander artenreich. Das Eigental steht mit seinen Flach- und Hochmooren unter Landschaftsschutz und gehört zum Bundesinventar der Landschaften und Naturdenkmäler von nationaler Bedeutung BLN. Auf der Lauelenegg befindet sich eine Wildruhezone, so zählt das Eigental neben Rotmilan, Reh, Fuchs, Marder, Alpenmurmeltier und Gämse auch eine Kolonie von Alpensteinböcken zu seinen Bewohnern. Neben zahlreichen Alpendohlen findet man auch seltene Vogelarten wie die Wasseramsel.
Zur Flora zählen seltene Orchideen wie der Fliegen-Ragwurz oder der Gelbe Frauenschuh.

## Geschichte
Das Eigental – die älteste Erwähnung ist auf das Jahr 1287 als Oegental datiert – war als Eiental bekannt und gehörte als Besitz der Fürstabtei Murbach zum Chorherrenstift Luzern. Das Gebiet war ein Lehen, das bis 1479 den Herren von Littau und später Bürgern von Luzern verliehen wurde.

Seit 1832 gehört das Eigental kirchlich und seit dem 13. August 1846 politisch zur Gemeinde Schwarzenberg.

## Wallfahrts- und Kurort

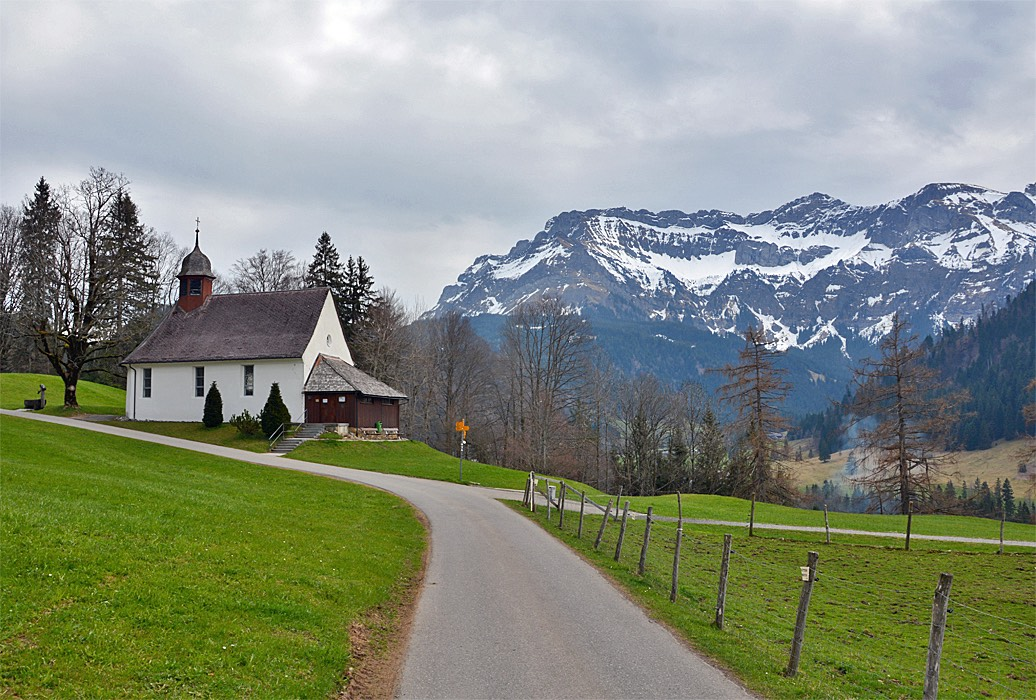
Eigenthal, Marienkapelle mit Pilatus

Im Jahr 1517 wurde in Eigenthal eine Kapelle gebaut und in den folgenden Jahrhunderten mehrmals erweitert. Sie war nebst der Wallfahrtskirche Hergiswald und dem sagenumwobenen Pilatussee vom 16. bis 18. Jahrhundert ein rege besuchter Wallfahrtsort. Das zur Kapelle gehörende Kaplanenhaus wurde 1858 zum Kurhaus, im ausgehenden 19. Jahrhundert wurden mehrere Ferienkolonien gebaut. Das Eigental ist noch heute für Luzern und die Agglomeration ein beliebtes Naherholungsgebiet, wo im Winter zahlreiche Langlaufloipen angelegt werden. Es ist mit einem Postauto-Kurs vom Bahnhof Luzern und vom Bahnhof Malters aus und mit dem Auto via Kriens oder über Malters und Schwarzenberg erreichbar.

## Wirtschaftliche Bedeutung
Im Eigental gibt es mehrere Alpen, auf denen Braunvieh gesömmert wird, so z. B. auf der Alp Trochematt oder auf der Alp Rosebode. Die zahlreichen Quellen im Eigental sind wichtige Trinkwasserlieferanten und werden seit 1875 für die Stadt Luzern genutzt. Parallel zur Planung des Stausees in Lungern wurde um 1900 vom Wasserwerk Eigenthal um die Bewilligung zum Bau einer Talsperre und einer Wasserleitung nach Malters ersucht, um dort elektrischen Strom zu produzieren – der Stausee wurde zur Freude der Naturliebhaber nicht gebaut. Die Schweizer Armee betreibt im Meiestoos für die Territorialregion 2 einen Schiessplatz, der seit 1904 in Betrieb ist. Auf dem oberen Schiessplatz Trockenmatt fanden früher Fliegerschiessen mit den Jagdbombern der Typen Vampire, Venom und Hunter statt.